# Danske Fragtmænd
Danske Fragtmænd ist ein dänisches Transport- und Logistikunternehmen, das 2019 mehr als 4000 Mitarbeiter, 2000 LKWs und über 40.000 Geschäftskunden hatte. Stammsitz des Unternehmens ist Åbyhøj.

## Geschichte
Das Unternehmen wurde vor über 100 Jahren gegründet, aber erst 1990 wurde die Genossenschaft Danske Fragtmænd gegründet. Im Jahr 2000 beschloss Danske Fragtmænd, DSB Stykgods zu kaufen. Gut 500 Mitarbeiter der DSB sind in den Betrieb und die Verwaltung von Danske Fragtmænd eingebunden.
2007 beschlossen die damals 118 Frachtunternehmen der Danske Fragtmænd a.m.b.a., darunter die 23 ehemals dezentral geführten Frachtzentren, die Gründung der Danske Fragtmænd A/S. Im Jahr 2010 begann Danske Fragtmænd mit einer umfassenden Änderung der Routen- und Terminalstruktur, da die bisherige nicht mehr zeitgemäß und auf die zukünftigen Anforderungen an eine effiziente und umweltfreundliche Zustellung ausgerichtet war. Die neue Strecke und die neue Terminalstruktur wurden 2013 fertiggestellt.